# Reteporella laevigata
Reteporella laevigata is een mosdiertjessoort uit de familie van de Phidoloporidae. De wetenschappelijke naam van de soort is voor het eerst geldig gepubliceerd in 1904 door Waters.